# Provincia di Nyanga
La provincia di Nyanga è una delle 9 province del Gabon. È situata nella parte meridionale del paese e confina a nord-est con la provincia di Ngounié, a est e sud con la Repubblica del Congo e a nord-ovest confina con la provincia di Ogooué-Maritime; a ovest si affaccia sull'Oceano Atlantico.